# 退去強制
退去強制（たいきょきょうせい）とは、出入国管理及び難民認定法（入管法）に定められた行政処分の一つで、日本に滞在している外国人を強制的に日本から退去させることをいう。退去強制の処分に至るまでの調査・審理手続を含めて言うときは「退去強制手続」という。関係官庁内では「退去強制令書」を縮めて「退令（たいれい）」と略され、報道等では「強制送還（きょうせいそうかん）」、「国外退去処分（こくがいたいきょしょぶん）」などの表現もある。
なお、同法には日本国外の領域から日本に入国（正確には上陸）しようとする外国人に対する上陸拒否の処分として退去命令（通称・退命）があるが、退去強制とは趣旨・条項・罰則等が全く異なる別概念ものとされている。報道等ではこちらも「強制送還」、「国外退去」と表現することがあり、両者を混同して認識する例が少なくない。
本項目は日本の法令についての解説であるが、海外を含む一般的な項目については国外退去を参照。

## 状況
強制退去処分を受け、送還に応じる人は2018年～2020年の平均で、年間約1万人。出入国管理庁によれば、強制退去処分が決まっても送還を拒んでいる人は2021年12月末現在で、3224人、うち難民認定を申請している人は1629人で、彼らは申請中は一律に送還が停止される。また3224人のうち、仮放免された人は2546人、仮放免され逃亡した人は599人、収容された人は79人。

## 退去強制事由
出入国管理及び難民認定法第24条各号所定の退去強制事由を要約して列記。この場合「本邦」とは日本国を指す。正確な退去強制事由は条文参照。
1. 有効な旅券を所持せず本邦に入った者、又は入国審査官から上陸の許可を受けないで本邦に上陸する目的を有して本邦に入った者（1号）
2. 入国審査官から上陸の許可を受けないで本邦に上陸した者（2号）
3. 在留資格を取り消された者（2号の2）
4. 在留資格を取り消された者で、出国に必要な期間を経過して本邦に残留する者（2号の3）
5. 他の外国人に不正に上陸許可、在留資格の変更許可、在留期間の更新許可等を受けさせる目的で、文書等を偽造し、偽造文書等を行使、貸与等をした者（3号）
6. 本邦に在留する外国人（仮上陸の許可、寄港地上陸の許可、通過上陸の許可、乗員上陸の許可又は遭難による上陸の許可を受けた者を除く。）で次に掲げる者（4号）
  1. 資格外活動の禁止に違反して事業を運営する活動又は報酬を受ける活動を専ら行っていると明らかに認められる者（イ。人身取引等の被害者を除く。）
  2. 在留期間の更新又は変更を受けないで在留期間を経過して本邦に在留する者（ロ。いわゆるオーバーステイ。入院等正当な理由がある場合を除く）
  3. 人身取引等を行った者等（ハ）
  4. 旅券法違反の犯罪で刑に処せられた者（ニ。一部除外あり。）
  5. 入管法違反の犯罪で刑に処せられた者（ホ。一部除外あり。）
  6. 外国人登録法違反の犯罪で禁錮以上の刑（実刑に限る。）に処せられた者（ヘ）
  7. 少年で長期3年を超える懲役又は禁錮に処せられたもの（ト）
  8. 薬物犯罪で有罪の判決を受けた者（チ）
  9. そのほか無期又は1年を超える懲役若しくは禁錮に処せられた者（リ。実刑に限る。）
  10. 売春に直接関係ある業務に従事する者（ヌ。人身取引等被害者を除く。）
  11. 他の外国人の不法上陸・不法入国をあおり、そそのかし、助けた者（ル）
  12. 日本国憲法又はその下に成立した政府を暴力で破壊することを企て、若しくは主張し、又はこれを企て若しくは主張する政党等を結成し若しくはこれに加入している者（オ）
  13. 次に掲げる政党等を結成し若しくはこれに加入し、又はこれと密接な関係がある者（ワ）
    1. 公務員であるという理由により、公務員に暴行を加え又は公務員を殺傷することを勧奨する政党等（(1)）
    2. 公共の施設を不法に損傷し、又は破壊することを勧奨する政党等（(2)）
    3. 工場事業場における安全保持の施設の正常な維持又は運行を停廃し、又は妨げるような争議行為を勧奨する政党等（(3)）

  14. 上記政党等の目的を達するため、文書図画を作成・頒布・展示した者（カ）
  15. そのほか法務大臣が日本国の利益又は公安を害する行為を行ったと認定する者（ヨ）
7. 別表第1の在留資格で在留する者で、一定の刑法犯罪等により懲役又は禁錮に処せられた者（4号の2）
8. 短期滞在の在留資格をもって滞在する者で、本邦において行われる国際競技会等の経過・結果に関連して、又はその円滑な実施を妨げる目的をもって、その会場等において不法に人を殺傷し、人に暴行を加え、人を脅迫し、又は建造物その他の者を損壊した者（4号の3。いわゆるフーリガン対策）
9. 仮上陸の許可の条件違反者等（5号）
10. 上陸拒否事由に該当し退去命令を受けた者で、遅滞なく退去しない者（5号の2）
11. 寄港地上陸の許可等を受けた者で、許可期間を経過して本邦に残留する者（6号）
12. 数次乗員上陸許可を取り消された者で、出国に必要な期間を経過して本邦に残留する者（6号の2）
13. 日本の国籍を離脱した者又は本邦で出生した外国人等が在留資格を取得せずに、国籍の離脱・出生の日から60日を経過して本邦に残留するもの（7号）
14. 出国命令を受けた者で出国期限を経過して本邦に残留するもの（8号）
15. 出国命令の際に付された条件に違反したため出国命令を取り消された者（9号）
16. 難民の認定を取り消された者（10号。一部除外あり。）

## 出国命令と退去強制との関係
出国命令対象者（対象の範囲については出国命令を参照のこと）は、第1次的には出国命令手続で出国することとなる。もっとも、出国期限内に出国しなかった場合、出国命令の際に付された条件に違反したため出国命令を取り消された場合には、退去強制手続によることになる。
一方、退去強制手続の途中で出国命令対象者であることが判明した場合には、出国命令手続に移行する（47条2項、48条7項、49条5項、55条の3）。

## 退去強制の手続
退去強制の手続は、違反調査→収容→審査→口頭審理→異議の申出→退去強制令書の発付→退去強制令書の執行の流れで行われる。以下概説する。

### 違反調査
違反調査とは、退去強制事由の存否について入国警備官により行われる調査である。入国警備官は、容疑者・証人を取り調べ、地方裁判所又は簡易裁判所の裁判官の令状により臨検、捜索及び押収をすることができる。

### 収容
入国警備官が、容疑者に退去強制事由に該当すると疑うに足りる相当な理由があり、またその外国人が出国命令対象者に該当しない場合には、主任審査官に収容令書の発付を請求する。主任審査官がこれを認めて収容令書を発付した場合、入国警備官は、容疑者に収容令書を示して容疑者を収容場等に収容することができる。収容の期間は30日以内であるが、やむを得ない事由があるときには30日を限り延長することができる。
実務上は、退去強制事由に該当する場合であっても、帰国の意思をもって自ら地方入国管理局等へ出頭し、自力で帰国できる見込みがある者に対しては、入管法違反以外に犯罪の嫌疑がなければ、身柄の拘束は行わず在宅での取調べとなることも多い。

### 審査
入国警備官は、容疑者の収容後48時間以内に、調書及び証拠物とともに，当該容疑者を入国審査官に引き渡す。引渡しを受けた入国審査官は、受け取った調書及び証拠物を精査し、容疑者から事情を聴取するなどして、容疑者が退去強制事由に該当するかについて審査を行う。審査の結果、退去強制事由がないと認定された場合には、直ちに容疑者は放免される。出国命令対象者であると認定された場合には出国命令手続に移行し、容疑者は出国命令を受けたら直ちに放免される。容疑者が退去強制対象者に該当すると認定された場合には、その旨と口頭審理を受ける権利を告知される。容疑者が認定に服した場合には、主任審査官により退去強制令書が発付される。

### 口頭審理
容疑者が認定に異議があるときは、認定通知の日から3日以内（日数は通知の翌日から起算）に特別審理官に対し、口頭審理の請求をすることができる。特別審理官は、関係書類を精査し、容疑者から事情を聴取するなどして、入国審査官の認定に誤りがないかの口頭審理を行う。入国審査官の認定に誤りがあり、退去強制事由がないと判定された場合には、直ちに容疑者は放免される。出国命令対象者であると判定された場合には出国命令手続に移行し、容疑者は出国命令を受けたら直ちに放免される。容疑者が退去強制対象者に該当するとの認定に誤りがないと判定された場合には、その旨と異議の申出の権利を告知される。容疑者が判定に服した場合には、主任審査官により退去強制令書が発付される。

### 異議の申出
容疑者が判定に異議があるときは、判定通知の日から3日以内（日数は通知の翌日から起算）に法務大臣に対し、異議の申出をすることができる。法務大臣又はその権限の委任を受けた地方入国管理局長は、関係書類を精査し、異議の申出に理由があるかを書面審理する。異議の申出に理由があり、退去強制事由がないと裁決された場合には、直ちに容疑者は放免される。出国命令対象者であると裁決された場合には出国命令手続に移行し、容疑者は出国命令を受けたら直ちに放免される。異議の申出に理由がなく、在留特別許可をしないと裁決された場合には、主任審査官により退去強制令書が発付される。法務大臣等は、異議の申出に理由がない場合であっても、永住許可を受けているとき、かつて日本国民として本邦に本籍を有したことがあるとき、人身取引等の被害者であるときその他法務大臣等が特別に在留を許可すべき事情があると認めるときには、その者の在留を特別に許可し、直ちにその者を放免する。
ただし、「日本人との婚姻関係がある」と偽装結婚する、在留特別許可の悪用が、在日中国人社会で黒転白（ヘイ・ジャン・パイ）として流行。それを手助けする日本人業者も少なくない。

### 退去強制令書の執行
主任審査官により発付された退去強制令書は入国警備官（又は警察官若しくは海上保安官）が執行する。退去強制令書の発付を受けた者は、入国者収容所長又は主任審査官の許可を得て、自費で本邦を退去することもできる。退去強制を受ける者は原則として本国に送還される。
実務上の取扱いとして、退去強制の費用（主に航空運賃）を自分で支弁できたり、差入れを受けることが可能な者は、身柄が拘束（収容）されていても10日から14日程度で出国ができるが、費用を支弁できない場合は、種々の手続・決裁を経て国家予算で送還されるため、収容状態が長期に及ぶこともある。退去者が、退去を拒んで暴れるケースもあるため、1人の退去のために数人の警備員を付ける必要があるなど、費用が嵩むことも多い。国家予算を使用することへは批判も根強く、あくまで自費で退去させるようにすべきだとの批判がある。国費送還は2014～16年は約200人ずつ、2017年308人、2018年385人実施している。
定期運航便の一部座席を借り上げて複数の被送還者を一度に送還する、小口集団送還も実施している。2017年度は2回で12人、2018年度は6月までに3回13人の実績がある。
退去費用の抑制のため、2013年より、退去先の国が同じ数十人の不法滞在者を、チャーター機で集団退去させる手法が導入された。機長から搭乗を拒否されることなく送還できる。
チャーター機で祖国に強制送還した記録。（ ）内は職員等の人数
1. 2013年7月、フィリピン人74人[7]（62）
2. 2013年12月、タイ人46人[7]（60）
3. 2014年12月、スリランカ人26人・ベトナム人6人[7]（70）
4. 2015年11月25日、バングラデシュ人22人[7]（63）
5. 2016年9月22日、スリランカ人30人[8]（69）
6. 2017年2月20日・21日、タイ人32人、ベトナム人10人、アフガニスタン人1人、費用約2700万円[9][10]（69）
7. 2018年2月8日、ベトナム人47人、費用約2600万円[11]

2018年に強制退去の手続きをとった外国人は前年比19%増の16,269人で、国別ではベトナム4,395人、中国4,185人、タイ2,101人だった。

### 被退令仮放免者
退去強制令書が発行され直ちに送還されるべき者のうち、諸般の事情（難民申請中、国籍国政府が身柄の引き取りを拒否、など）により送還できないことから、一定の条件のもと一時的に収用を解かれている者。退去強制令書の効力は失われないため、送還されるべき（帰国するべき）立場にある。仮放免制度は出入国管理及び難民認定法により定められている。被退去仮放免者数は年々増加し2015年に3,606人とピークに達し、その後減少傾向に転じたが、2018年6月時点で2,796人となっている。送還忌避者とも表現される。
被退令仮放免者は、収容令書または退去強制令書が発付され、仮放免許可を受けている外国人を指す。
仮放免とは、出入国在留管理局に収容されている外国人が、保証金を納付することで一時的に収容施設から身体拘束を解かれる制度である。
仮放免の申請は、収容されている外国人本人、その代理人、配偶者、直系の親族などが行うことができる。
仮放免中は、居住地や移動が制限される。主な制限は次のとおりである。
- 居住できるのは仮放免申請した住所のみである
- 移動できる範囲は居住地の都道府県内と、出頭を命じられた地方入国管理官署までである
- 引っ越しをする場合は、入国者収容所長または主任審査官の許可が必要である
- 仮放免は在留許可ではなく、基本的に就労はできない。許可書の裏側に「職業又は報酬を受ける活動に従事できない」と条件が付されている場合は就労できない。
- 国民健康保険に加入することができない

## 裁判例
退去強制令書及び難民認定に関する裁判所の判例（裁判所ウェブサイト掲載判例のみ）は1980年代は7件のみであるが、1999年（平成11年）から2022年（令和4年）までの24年間では160件作成された。
- 退去強制令書発付処分無効確認等、難民認定をしない処分取消請求控訴事件（平成17年５月31日東京高等裁判所第14民事部判決）[14]